# Tatiana Pronchishcheva
Tatiana Fiodorovna Pronchishcheva (russe : Татьяна Фёдоровна Прончищева ; avant 1713 - 23 septembre 1736), également connue sous le nom de Maria Pronchishcheva (en russe : Мария Прончищева), était une exploratrice russe. Elle est considérée comme la première femme exploratrice polaire.

## Biographie
Tatiana Kondyreva est née à Beryozovo près d'Aleksine dans la famille de Fiodor Stepanovich Kondyrev. En 1721, sa famille déménage à Cronstadt, où Tatiana rencontre Vasili Pronchishchev. Ils se marièrent en mai 1733. Elle contribua peu après à la Grande Expédition du Nord avec son mari.
En 1735, ils descendirent la rivière Léna depuis Iakoutsk sur le voilier de Vasili, le Yakutsk, dépassèrent son delta et s'arrêtèrent pour hiverner à l'embouchure du fleuve Oléniok. De nombreux membres de l'équipage tombèrent malades et moururent, principalement à cause du scorbut. Malgré les difficultés, en 1736, ils atteignirent la côte orientale de la péninsule de Taïmyr et se dirigèrent vers le nord en suivant sa côte. Cependant, Pronchishcheva et son mari succombèrent au scorbut et moururent sur le chemin du retour.